# Stephopaedes
Genre
Stephopaedes est un genre d'amphibiens comprenant quatre espèces localisées dans le sud de la Tanzanie, le sud-est du Zimbabwe et au Mozambique voisin.

## Liste des espèces
- Stephopaedes anotis (Boulenger, 1907)
- Stephopaedes howelli Poynton et Clarke, 1999
- Stephopaedes loveridgei Poynton, 1991
- Stephopaedes usambarae Poynton et Clarke, 1999.